# Henosepilachna guttatopustulata
Henosepilachna guttatopustulata (buburuza mare mâncătoare de frunze) este o specie de buburuză.  endemică în unele zone din Australia și Asia, în special în New South Wales, Queensland, Arhipelagul Bismarck, Noua Guinee, Noile Hebride și în Insulele Solomon.